# (3284) Niebuhr
(3284) Niebuhr es un asteroide perteneciente al cinturón de asteroides, descubierto el 13 de julio de 1953 por Jacobus Albertus Bruwer desde el Observatorio Union, en Johannesburgo, Sudáfrica.

## Designación y nombre
Designado provisionalmente como 1953 NB. Fue nombrado Niebuhr en honor al geógrafo y explorador danés Carsten Niebuhr.